# نیل پاتریک هریس
نیل پاتریک هریس  (به انگلیسی: Neil Patrick Harris) (زاده ۱۵ ژوئن ۱۹۷۳) بازیگر، خواننده، میزبان تلویزیونی و کارگردان آمریکایی است. او بیشتر به خاطر بازی‌اش در سریال آشنایی با مادر در نقش بارنی استینسون شناخته می‌شود که در طول بازی در این سریال، نامزد دریافت چهار جایزه امی شد. هریس همچنین میزبان هشتاد و هفتمین دوره جوایز اسکار بوده است.

## زندگی هنری

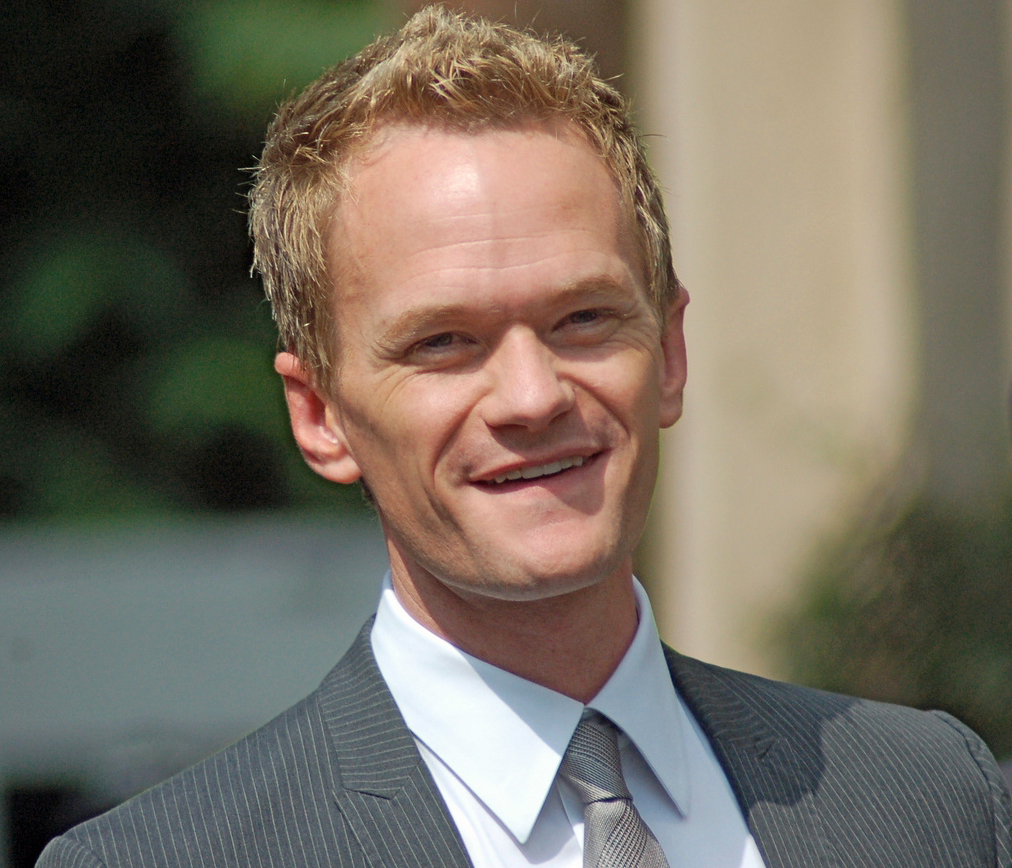
نیل پاتریک هریس در سال 2011

وی اولین فیلم خود را در سال ۱۹۸۸ با نام قلب کلارا(Clara's Heart)بازی کرد. مهمترین نقش او در سریال آشنایی با مادر در نقش بارنی استینسون بوده‌است.
او همچنین برای اولین بار مجری شصت و سومین دورهٔ جایزهٔ تونی در هفتم ژوئن ۲۰۰۹ و مجری سه دوره ی بعدی جایزه ی تونی نیز بوده است.
هریس در شانزدهمین مراسم امی و هشتاد و هفتمین مراسم اسکار نیز مجری بوده و برندهٔ دو جایزهٔ امی است.
همچنین در سال ۲۰۱۰ نام او در بین صد شخصیت پرنفوذ مجلهٔ تایم قرار گرفت.
در اکتبر ۲۰۱۵ نیل پاتریک هریس به عنوان مجری مراسم اسکار ۲۰۱۵ معرفی شد.

## زندگی شخصی

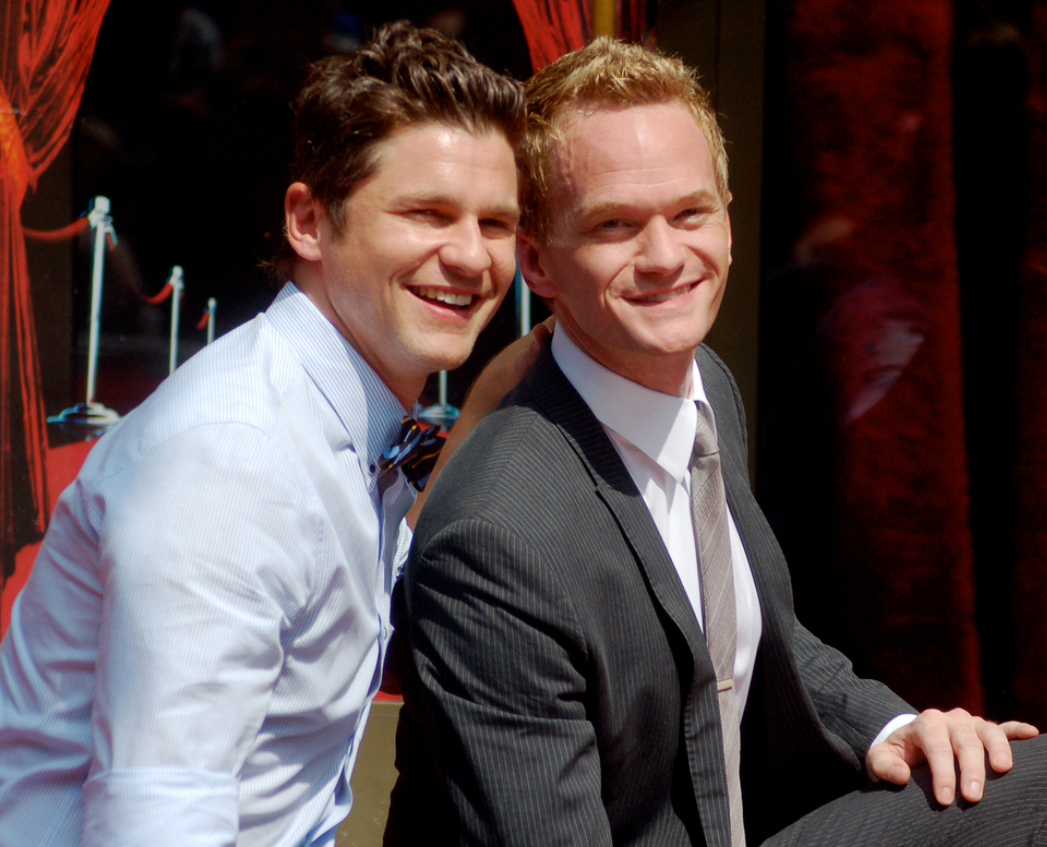
هریس در کنار همسرش برتکا، ۲۰۱۱

هریس در شهر آلبوکرکی در ایالت نیومکزیکوی ایالات متحده آمریکا زاده شد و همان‌جا بزرگ شد. والدین وی شیلا اسکات و رون هریس رستوران دار بودند. او به مدرسهٔ لاکوا در آلبوکرکی رفت و در تئاتر مدرسه بازی می‌کرد نیل در سال ۱۹۹۱ به عنوان دانش‌آموز ممتاز فارغ‌التحصیل شد.
هریس آشکارا همجنسگرا هست. او در سال ۲۰۰۶ با گفتن جمله «من خوشحال می‌شوم که هرگونه شایعه را در این مورد برطرف کنم و تقریباً افتخار می‌کنم که بگویم یک مرد همجنسگرا هستم که نهایت استفاده را از زندگیم می‌برم و احساس می‌کنم که خوش شانس‌ترین هستم چون بین آدم‌هایی فوق‌العاده و در شغلی که دوست دارم فعالیت می‌کنم» همجنسگرا بودنش را تأیید کرد.
او و همسرش دو فرزند دوقلو به نام‌های گیدون اسکات (پسر) و هارپر گریس (دختر) از طریق اجاره رحم دارند.
همسر او دیوید برتکا است که در سریال آشنایی با مادر نقش دوست پسر دبیرستانی لیلی آلدرین را بازی می‌کرد. آن‌ها در سال ۲۰۱۴ در ایتالیا ازدواج کردند.

## فیلم‌شناسی

### فیلم
| سال  | عنوان                                  | نقش               | یادداشت |
| ---- | -------------------------------------- | ----------------- | ------- |
| ۱۹۸۸ | قلب کلارا                              | دیوید هارت        |         |
| ۱۹۸۸ | بنفش مردم خوار                         | بیلی جانسون       |         |
| ۱۹۹۵ | اتاق حیوانات                           |                   |         |
| ۱۹۹۷ | جنگاوران اخترناو                       | کارل جنکینز       |         |
| ۱۹۹۸ | گزاره                                  | راجر مارتین       |         |
| ۲۰۰۰ | بهترین چیز بعدی                        | دیوید             |         |
| ۲۰۰۲ | خواب کن                                |                   |         |
| ۲۰۰۲ | برادر مخفی                             | لنس               |         |
| ۲۰۰۴ | هارولد و کومار به وایت کستل می‌روند     | نیل پاتریک هریس   |         |
| ۲۰۰۵ | فروغ طلایی                             | فروشنده کتاب کمیک |         |
| ۲۰۰۸ | هارولد و کومار فرار از خلیج گوانتانامو | نیل پاتریک هریس   |         |
| ۲۰۰۸ | فراتر از همه مرزها                     |                   | مستند   |
| ۲۰۰۸ | لیگ عدالت: جلودارهای جدید              | فلش               | صداپیشه |
| ۲۰۰۹ | ابری با احتمال بارش کوفته‌قلقلی         | استیو             | صداپیشه |
| ۲۰۱۰ | گربه‌ها و سگ‌ها: انتقام از کیتی گالور    | لو                | صداپیشه |
| ۲۰۱۰ | بهترین و درخشان                        | جف                |         |
| ۲۰۱۰ | بتمن: زیر شنل قرمز                     | دیک گرییسون       | صداپیشه |
| ۲۰۱۱ | حیوان‌صفت                               |                   |         |
| ۲۰۱۱ | شرکت                                   |                   |         |
| ۲۰۱۱ | اسمورف‌ها                               |                   |         |
| ۲۰۱۱ | کریسمس استثنایی هارولد و کومار         | نیل پاتریک هریس   |         |
| ۲۰۱۱ | ماپت‌ها                                 |                   |         |
| ۲۰۱۳ | اسمورف‌ها ۲                             |                   |         |
| ۲۰۱۳ | ابری با احتمال بارش کوفته قلقلی ۲      | استیو             | صداپیشه |
| ۲۰۱۴ | یک میلیون راه برای مردن در غرب         | فوی               |         |
| ۲۰۱۴ | دختر گم‌شده                             | دسی کولینز        |         |
| ۲۰۱۷ | کوچک‌سازی                               | جف لونفسکی        |         |
| ۲۰۱۹ | باباها                                 | نیل پاتریک هریس   | مستند   |
| ۲۰۲۱ | کریسمس ۸ بیتی                          |                   |         |
| ۲۰۲۱ | رستاخیزهای ماتریکس                     | تحلیگر            |         |
| ۲۰۲۲ | سنگینی طاقت‌فرسای                       | ریچارد فینک       |         |

### تلویزیون
| سال       | عنوان                    | نقش                     | قسمت‌ها                    |
| --------- | ------------------------ | ----------------------- | ------------------------- |
| ۱۹۹۷–۱۹۸۸ | روزان                    | دکتر دوگی هاسر          | Less Is More              |
| ۱۹۸۹      | سالن مشاهیر              | لونی تیبتس              | Home Fires Burning        |
| ۱۹۹۱      | شکوفه                    | بودر کمپبل              | Blossom – A Rockumentary  |
| ۱۹۹۱      | سیمپسون‌ها                | بارت سیمپسون            | Bart the Murderer         |
| ۱۹۹۳      | جهش کوانتومی             | مایک هاموند             | Return of the Evil Leaper |
| ۱۹۸۹–۱۹۹۳ |                          | Douglas 'Doogie' Howser | حضور در ۹۷ قسمت           |
| ۱۹۹۲–۱۹۹۵ | کاپیتال کریترز           | مکس                     | حضور در ۱۳ قسمت           |
| ۲۰۰۰      | ویل و گریس               | بیل                     | Girls, Interrupted        |
| ۲۰۰۱      | افسانهٔ تارزان            | مایو                    | Tarzan and the Challenger |
| ۲۰۰۱      | اِد                       | جو بکستر                | Replacements              |
| ۲۰۰۵      | شماره‌ها                  | ایتان بوردیک            | Prime Suspect             |
| ۲۰۰۷–۲۰۰۹ | مرد خانواده              | بارنی استینسون          | No Chris Left Behind      |
| ۲۰۱۴–۲۰۰۵ | آشنایی با مادر           | بارنی استینسون          | نقش اصلی                  |
| ۲۰۱۵      | داستان ترسناک آمریکایی   | چستر کرب                | حضور در دو قسمت           |
| ۲۰۱۹–۲۰۱۷ | مجموعه حوادث ناگوار      | کنت الاف                | نقش اصلی                  |
| ۲۰۲۳      | چگونه با پدرتان آشنا شدم | بارنی استینسون          | حضور در یک قسمت           |

### بازی‌های رایانه‌ای
| سال  | بازی                                | نقش                        | قسمتها |
| ---- | ----------------------------------- | -------------------------- | ------ |
| ۲۰۰۸ | Saints Row ۲                        | سرباز کهنه‌کار کوچک         | صدا    |
| ۲۰۰۹ | Eat Lead: The Return of Matt Hazard | والاس «والی» ولسلی         | صدا    |
| ۲۰۱۰ | Rock of the Dead                    | شخصیت بی‌نام                | صدا    |
| ۲۰۱۰ | Spider-Man: Shattered Dimensions    | پیتر پارکر/مردعنکبوتی جذاب | صدا    |

## جوایز و نامزدی‌ها

### جوایز گلدن گلوب
| سال  | اثر نامزد‌شده                 | دسته                                                              | نتيجه    | منبع |
| ---- | ---------------------------- | ----------------------------------------------------------------- | -------- | ---- |
| ۱۹۸۸ | قلب کلارا                    | بهترین بازیگر نقش مکمل مرد                                        | نامزدشده |      |
| ۱۹۹۱ | دوگی هاوسر                   | بهترین بازیگر مرد – مجموعه تلویزیونی موزیکال یا کمدی              | نامزدشده |      |
| ۲۰۰۸ | چگونه من با مادرتان آشنا شدم | بهترین بازیگر نقش مکمل مرد – سریال، سریال کوتاه یا فیلم تلویزیونی | نامزدشده |      |
| ۲۰۰۹ | چگونه من با مادرتان آشنا شدم | بهترین بازیگر نقش مکمل مرد – سریال، سریال کوتاه یا فیلم تلویزیونی | نامزدشده |      |

### جوایز امی
| سال  | اثر نامزد‌شده                 | دسته                                        | نتيجه    | منبع  |
| ---- | ---------------------------- | ------------------------------------------- | -------- | ----- |
| ۲۰۰۷ | چگونه من با مادرتان آشنا شدم | بهترین بازیگر نقش مکمل مرد در یک سریال کمدی | نامزدشده | [ ۵ ] |
| ۲۰۰۸ | چگونه من با مادرتان آشنا شدم | بهترین بازیگر نقش مکمل مرد در یک سریال کمدی | نامزدشده | [ ۶ ] |
| ۲۰۰۹ | چگونه من با مادرتان آشنا شدم | بهترین بازیگر نقش مکمل مرد در یک سریال کمدی | نامزدشده | [ ۷ ] |
| ۲۰۱۰ | چگونه من با مادرتان آشنا شدم | بهترین بازیگر نقش مکمل مرد در یک سریال کمدی | نامزدشده | [ ۸ ] |